# 尖嘴树猎雀
尖嘴树猎雀（学名：Heliobletus contaminatus），是雀形目灶鸟科的一种鸟类，属于单型的尖嘴树猎雀属（学名：Heliobletus）。
尖嘴树猎雀体重约14克，翼长约69.1毫米，喙宽度约3毫米，喙厚度约4毫米，嘴峰长约14.6毫米，跗蹠长约17.8毫米，尾长约52.9毫米。
尖嘴树猎雀是留鸟，栖息在森林，它们是食肉动物，主要以昆虫、蜘蛛等陆生无脊椎动物为食。

## 亚种
- H. c. contaminatus，分布在巴西东南部。
- H. c. camargoi，分布在巴西南部、巴拉圭东部和阿根廷东北部。[4]